# Dryobotodes saportae
Dryobotodes saportae là một loài bướm đêm trong họ Noctuidae.